# Sandwich, Illinois
Sandwich là một thành phố thuộc quận DeKalb, tiểu bang Illinois, Hoa Kỳ. Năm 2010, dân số của thành phố này là 7421 người.

## Dân số
Dân số qua các năm:
- Năm 2000: 6509 người.
- Năm 2010: 7421 người.